# Brian Doyle
Brian John Doyle (født 18. august 1930, død 1. juni 2008) var en australsk roer.
Doyle deltog i otter ved OL 1956 på hjemmebane i Melbourne. De øvrige medlemmer af båden var Michael Aikman, David Boykett, Fred Benfield, Garth Manton, Walter Howell, Jim Howden, Adrian Monger og styrmand Harold Hewitt. Den australske båd indledte med at vinde i runde ét, mens de blev nummer to i semifinalen. I finalen kæmpede de med canadierne om føringen i begyndelsen, men så kom USA og endte med at vinde, mens canadierne blev toere og australierne, der gik lidt ned i tempo til sidst, vandt bronze.
Hans to sønner, David og Mark Doyle, blev også roere og deltog begge ved OL.

## OL-medaljer
- 1956:  Bronze i otter